# نوشهر (تركيا)
مدينة نوشهر هي عاصمة محافظة نوشهر تقع في تركيا ويبلغ تعداد سكانها حوالي 67,864 نسمة.

## المناخ
يظهر الجدول التالي التغييرات المناخية على مدار السنة لنوشهر:
| البيانات المناخية لـنوشهر                         | البيانات المناخية لـنوشهر | البيانات المناخية لـنوشهر | البيانات المناخية لـنوشهر | البيانات المناخية لـنوشهر | البيانات المناخية لـنوشهر | البيانات المناخية لـنوشهر | البيانات المناخية لـنوشهر | البيانات المناخية لـنوشهر | البيانات المناخية لـنوشهر | البيانات المناخية لـنوشهر | البيانات المناخية لـنوشهر | البيانات المناخية لـنوشهر | البيانات المناخية لـنوشهر |
| الشهر                                             | يناير                     | فبراير                    | مارس                      | أبريل                     | مايو                      | يونيو                     | يوليو                     | أغسطس                     | سبتمبر                    | أكتوبر                    | نوفمبر                    | ديسمبر                    | المعدل السنوي             |
| ------------------------------------------------- | ------------------------- | ------------------------- | ------------------------- | ------------------------- | ------------------------- | ------------------------- | ------------------------- | ------------------------- | ------------------------- | ------------------------- | ------------------------- | ------------------------- | ------------------------- |
| الدرجة القصوى °م (°ف)                             | 18.6 (65.5)               | 18.8 (65.8)               | 28.0 (82.4)               | 31.6 (88.9)               | 32.6 (90.7)               | 34.2 (93.6)               | 39.5 (103.1)              | 38.2 (100.8)              | 35.2 (95.4)               | 32.0 (89.6)               | 24.6 (76.3)               | 23.0 (73.4)               | 39.5 (103.1)              |
| متوسط درجة الحرارة الكبرى °م (°ف)                 | 3.7 (38.7)                | 5.1 (41.2)                | 9.9 (49.8)                | 15.6 (60.1)               | 20.3 (68.5)               | 24.6 (76.3)               | 28.3 (82.9)               | 28.3 (82.9)               | 24.3 (75.7)               | 18.2 (64.8)               | 11.4 (52.5)               | 6.0 (42.8)                | 16.3 (61.4)               |
| المتوسط اليومي °م (°ف)                            | −0.4 (31.3)               | 0.6 (33.1)                | 4.7 (40.5)                | 9.9 (49.8)                | 14.5 (58.1)               | 18.5 (65.3)               | 21.7 (71.1)               | 21.3 (70.3)               | 17.0 (62.6)               | 11.8 (53.2)               | 6.2 (43.2)                | 1.9 (35.4)                | 10.6 (51.2)               |
| متوسط درجة الحرارة الصغرى °م (°ف)                 | −3.9 (25.0)               | −3.1 (26.4)               | 0.3 (32.5)                | 4.9 (40.8)                | 8.5 (47.3)                | 11.3 (52.3)               | 13.2 (55.8)               | 13.0 (55.4)               | 9.9 (49.8)                | 6.5 (43.7)                | 2.2 (36.0)                | −1.5 (29.3)               | 5.1 (41.2)                |
| أدنى درجة حرارة °م (°ف)                           | −21.2 (−6.2)              | −23.6 (−10.5)             | −18.0 (−0.4)              | −12.5 (9.5)               | −2.3 (27.9)               | 1.3 (34.3)                | 3.8 (38.8)                | 3.1 (37.6)                | −1.2 (29.8)               | −7.6 (18.3)               | −14.0 (6.8)               | −19.5 (−3.1)              | −23.6 (−10.5)             |
| الهطول مم (إنش)                                   | 42.2 (1.66)               | 42.4 (1.67)               | 45.6 (1.80)               | 52.0 (2.05)               | 59.2 (2.33)               | 32.5 (1.28)               | 8.7 (0.34)                | 4.6 (0.18)                | 11.9 (0.47)               | 30.9 (1.22)               | 36.0 (1.42)               | 50.5 (1.99)               | 416.5 (16.41)             |
| متوسط الأيام الممطرة                              | 12.2                      | 12.5                      | 12.9                      | 13.1                      | 13.1                      | 7.7                       | 2.5                       | 1.6                       | 3.4                       | 7.3                       | 9.1                       | 12.5                      | 107.9                     |
| ساعات سطوع الشمس الشهرية                          | 99.2                      | 109.2                     | 167.4                     | 195                       | 266.6                     | 327                       | 372                       | 359.6                     | 288                       | 204.6                     | 138                       | 93                        | 2٬619٫6                   |
| المصدر: Devlet Meteoroloji İşleri Genel Müdürlüğü |                           |                           |                           |                           |                           |                           |                           |                           |                           |                           |                           |                           |                           |

## توأمة
لنوشهر (مدينة تركية) اتفاقيات توأمة مع كل من:
- بفورتسهايم (2007 - )
- نويس (2007 - )

## أعلام
- آيتن دروموش
- داماد إبراهيم باشا النوشهري
- إجلال أيدين
- قسطنطين واغيانس باشا
- سيد محمد باشا السلحدار